# James Newton
Pour les articles homonymes, voir Newton.
James W. Newton (né à Los Angeles le 1er mai 1953) est un flûtiste, compositeur et chef d'orchestre américain.

## Biographie

### Procès avec les Beastie Boys
En 2002, Newton poursuivit en justice le groupe de Hip-hop Beastie Boys pour l'utilisation d'un sample de son morceau Choir, une composition pour flûte et chant, dans leurs chanson Pass the Mic (album Check Your Head, 1992), en arguant du fait que le groupe aurait dû le contacter personnellement pour obtenir la permission. Le groupe répondit qu'ils avaient contacté ECM Records, le label discographique détenant les droits de l'enregistrement original, et avaient payé 1 000 $ US pour l'usage illimité du sample (qui revient de nombreuses fois dans la chanson), et qu'ils pensaient que c'était suffisant. Newton perdit le procès.

## Discographie choisie
- Echo Canyon (solo). Celestial Harmonies
- Luella. Gramavision
- Romance and Revolution. Blue Note
- The African Flower. Blue Note
- Suite for Frida Kahlo. Audio Quest
- Buddy Collette Quintet feat. James Newton: Flute Talk. SoulNote
- Flute Force 4 (avec un quartette de flûte incluant Henry Threadgill). BlackSaint
- Southern Brothers (with Kadri Gopalnath & Puvalur Srinivasan). WaterLily
- San Francisco Contemporary Music Players/James Newton:... As the Sound of Many Waters. New World Records

## Sources/Références
1. ↑  Beastie

- Philippe Carles, André Clergeat et Jean-Louis Comolli, Dictionnaire du jazz, Paris, 1994

- (en) Cet article est partiellement ou en totalité issu de l’article de Wikipédia en anglais intitulé « James Newton » (voir la liste des auteurs).